# The Bloodline (wrestling)
The Bloodline este o facțiune răufăcătoare care evoluează în WWE în SmackDown. Echipa este formată din liderul Solo Sikoa, Tama Tonga, Tonga Loa și Jacob Fatu. Numele se referă la faptul că majoritatea grupului este format din membri ai familiei de luptători profesioniști samoani Anoaʻi.
Echipa s-a format oficial în iulie 2021, după o ceartă între Roman Reigns — Paul Heyman ca manager — și verii săi, The Usos. Cei trei au format apoi The Bloodline cu Heyman ca manager. Din aprilie 2022 până în aprilie 2024, Reigns a fost denumit Undisputed WWE Universal Champion, deoarece a deținut simultan atât WWE Championship, cât și Universal Championship, având cea mai lungă domnie  înainte de a pierde titlurile la WrestleMania XL. El a preluat poreclele „Șeful de trib” și „Șeful de masă” în referire la rolul său de lider al familiei. Din mai 2022 până în aprilie 2023, The Usos au fost denumiți Undisputed WWE Tag Team Champions până când și-au pierdut titlurile la WrestleMania 39, deoarece au deținut simultan ambele titluri pe echipă Raw și SmackDown, având cea mai lungă domnie din cariera lor și cea mai lungă domnie pentru echipe masculine din istoria WWE. În acest timp, echipa l-a inclus și pe Sami Zayn ca membru de onoare, precum și fratele mai mic al lui Usos, Solo Sikoa.
După o ceartă cu Reigns, Zayn a plecat în ianuarie 2023, urmat de Jey în iunie. În februarie 2024, în timpul pregătirii pentru WrestleMania XL, The Rock s-a alăturat grupului, dar în urma evenimentului din aprilie, atât Reigns, cât și Rock au luat o pauză nedefinită, Sikoa asumându-și rolul de „Șeful Tribului”. După aceasta, Jimmy și Heyman au fost scoși din grup de către Sikoa, în timp ce Tama Tonga, Tonga Loa și Jacob Fatu au fost adăugați. Reigns a revenit apoi în august, ca face pentru prima dată din 2020. În episodul din 8 noiembrie 2024 din SmackDown, membrii originali ai Bloodline s-au reunit oficial când Sami Zayn s-a întors pentru a ajuta grupul în pregătirea pentru viitorul lor meci la Survivor Series: WarGames împotriva The Bloodline.

## Context
Membrii Bloodline au o istorie lungă în wrestling înainte de apariția Bloodline. Membrii inițiali, Joe Anoa'i, mai cunoscut sub numele de Roman Reigns, s-a născut în Pensacola, Florida, fiind fiul lui Sika Anoa'i din The Wild Samoans în timp ce frații gemeni Jonathan Fatu și Joshua Fatu, cunoscuți și ca Jimmy și, respectiv, Jey Uso,(The Usos) și fiii lui Solofa Fatu (mai bine cunoscut ca Rikishi), s-au născut în San Francisco; întrucât trio-ul a urmat liceul Escambia din Pensacola, unde au jucat împreună fotbal pe grilă și au absolvit în 2003.
Managementul lui Paul Heyman și relația cu familia Anoaʻi datează din 1988, când el, sub numele său de Paul E. Dangerously, a condus The Samoan SWAT Team, care era compusă din Rikishi (cunoscut pe atunci ca Fatu), Rosey (cunoscut pe atunci ca Big Matty Smalls), Samu și Sam Fatu (cunoscut și ca The Samoan Savage). Mulți ani mai târziu, Heyman l-a introdus în WWE pe Reigns, alături de Seth Rollins și Dean Ambrose, ca The Shield, care au fost angajați ca mercenari pentru campionul de la acea vreme, CM Punk în 2012. Reigns și-a făcut debutul în wrestling în 2010, pe fostul teritoriu de dezvoltare al WWE, Florida Championship Wrestling (FCW sub numele de Leakee). După ce FCW a fost închis și redenumit NXT în 2012, a luat numele de „Roman Reigns” și a avut o scurtă perioadă în NXT înainte de a fi chemat în main roster la sfârșitul lui 2012, unde a devenit parte din The Shield; mai târziu avea să câștige mai multe titluri mondiale după dizolvarea echipei în 2014.
Între timp, The Usos și Solo Sikoa sunt fiii lui Rikishi. Usos și-au făcut debutul în pro-wrestling în 2009 în FCW, unde au fost o singură dată campioni pe echipe FCW, înainte de a se muta în main roster-ul WWE în 2010, unde au fost conduși de Tamina Snuka, care a fost managerul inițial al The Usos, și vor continua să câștige mai multe titluri pe echipe. Tamina este fiica lui Jimmy Snuka, care este unchiul lui Peter Maivia prin căsătorie. Relația dintre Usos cu Sami Zayn a început când au avut primul lor meci împreună, înfruntând The Ascension (Konnor și Viktor) și Corey Graves, în episodul NXT din 24 aprilie 2014, într-un meci de șase oameni în echipă, trio-ul ieșind învingător. Sikoa și-a făcut debutul pro-wrestling în 2018, înainte de a semna cu WWE în 2021, unde și-a făcut debutul în NXT în octombrie, până când a fost convocat în main roster în septembrie 2022.
The Rock, ca și Reigns, a avut o carieră în fotbal american; a debutat mai târziu în 1996 și a devenit membru al Nation of Domination anul următor, înainte de a deveni campion mondial de mai multe ori în timpul Attitude Era. Prima sa interacțiune cu Reigns la televiziunea WWE a avut loc pe 21 ianuarie 2013, episodul din Raw. Înainte de asta, în cel de-al doilea sezon, episodul al cincilea din Young Rock s-a făcut referire la un posibil viitor meci dintre cei doi bărbați.
Tonganii (Tama Tonga și Tanga Loa) sunt fiii lui Haku, care fac parte neoficial din familia Anoaʻi, deoarece Rock îl consideră pe Haku unchiul său. Înainte de debutul lor în WWE, ei au făcut echipă în New Japan Pro-Wrestling și au fost de mai multe ori campioni în echipe IWGP, Tonga înființând Bullet Club. Loa a mai avut o scurtă perioadă în WWE ca și Camacho, de obicei făcând echipă cu Sin Cara, care lupta sub numele de Hunico. Jacob Fatu, care a evoluat pe circuitul independent din 2012 până în 2019 și apoi în Major League Wrestling (MLW) din 2019 până în 2024, unde a fost cel mai lung MLW World Heavyweight Champion, este fiul lui Sam Fatu și nepotul lui Rikishi, făcându-l văr cu The Usos și Sikoa. Atât Haku, cât și Sam Fatu (de asemenea, a concurat drept Tama) au luptat anterior împreună ca The Islanders la sfârșitul anilor 1980.
Cu toate acestea, The Usos și Tonga Loa, care lupta atunci sub numele de Donny Marlow, făceau parte din stable-ul numit The Polynesian Power Pack din FCW, care i-a inclus la începutul lui 2010 și pe G-Rilla și Snuka.

## Istorie

#### Rivalitatea dintre The Usos și The Shield(2013-2014)

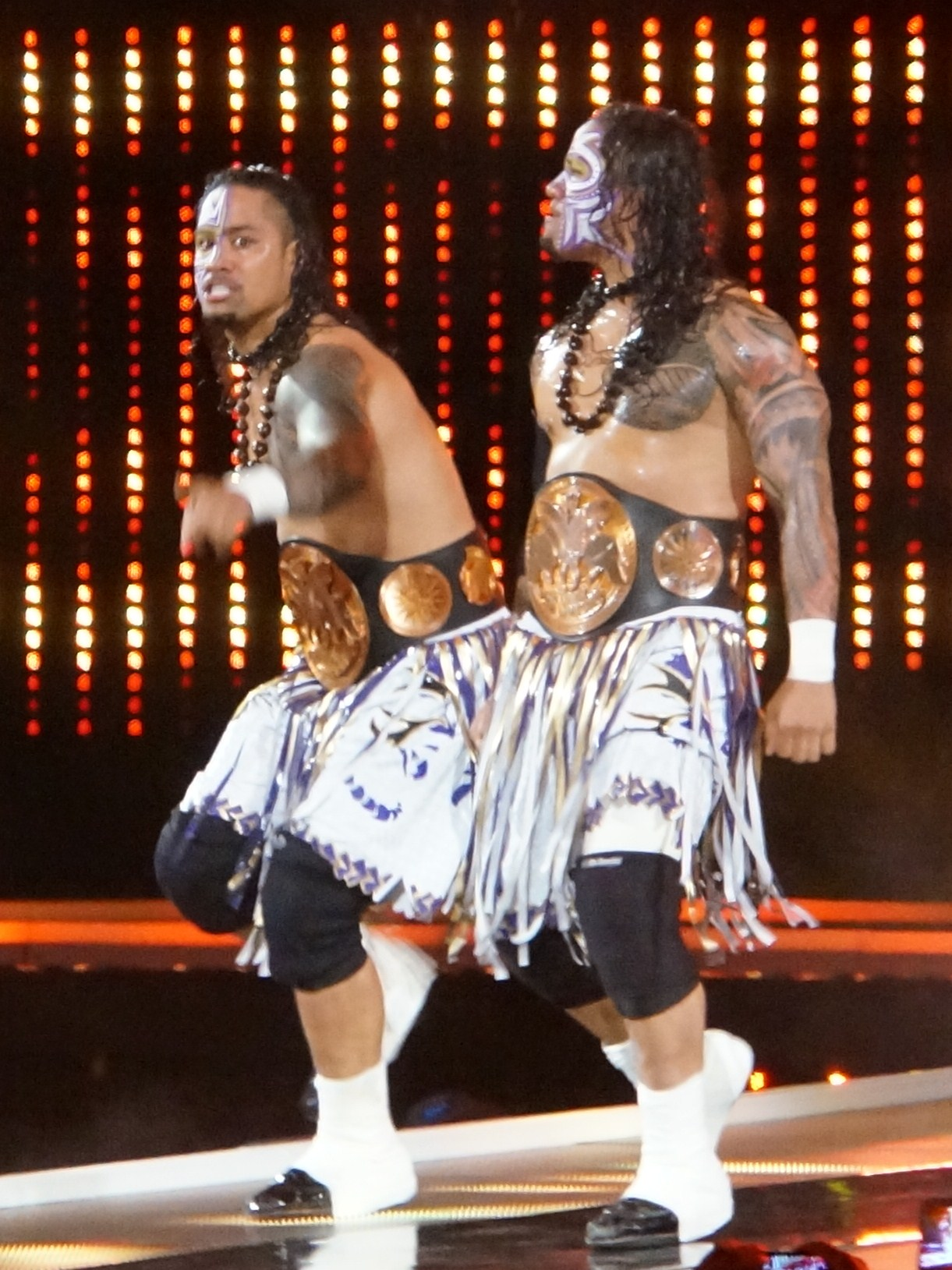
The Usos în 2014.

Înainte ca The Usos să înceapă să facă echipă cu Reigns, au avut mai multe meciuri împotriva The Shield, vechia echipă al lui Reigns, cu Seth Rollins și Dean Ambrose, majoritatea având loc în 2013. În episodul din 6 mai din Raw, The Usos și Kofi Kingston au făcut echipă împotriva The Shield, care a câștigat meciul după ce Ambrose l-a numărat pe Kingston. În episodul din 17 mai din SmackDown, Reigns și Rollins i-au învins pe The Usos după ce Reigns l-a numărat pe Jey. După meci, The Shield a continuat să-l bată pe Jey până când Kingston l-a salvat lovindu-i cu un scaun de oțel. The Usos au câștigat prima lor victorie în episodul din 28 iunie din SmackDown, după ce coechipierul lor, Christian, l-a numărat pe Ambrose într-un alt meci de șase oameni. În episodul de 1 iulie din Raw, totuși, ei au pierdut o revanșă, de data aceasta, Ambrose l-a numărat pe Christian. În episodul din 12 iulie din SmackDown, Rollins l-a învins pe Jey într-un meci de simplu. La Money in the Bank pe 14 iulie, Reigns și Rollins i-au învins pe The Usos pentru a păstra WWE Tag Team Championship după ce Reigns l-a numărat pe Jimmy. În episodul din 19 iulie din SmackDown, cele două echipe s-au certat până când Mark Henry a venit în ajutorul The Usos. În schimb, The Usos l-a ajutat pe Henry să se apere de The Shield în episodul din 22 iulie din Raw. Săptămâna următoare, au pierdut după ce Ambrose l-a numărat pe Jimmy. În ciuda acestui fapt, Henry a atacat The Shield după meci, forțându-i să se retragă. Același rezultat al meciului a avut loc în episodul din 7 august al show-ului WWE Main Event. Pe tot restul anului, cele două echipe aveau să facă schimb de victorii, The Usos făcând echipă cu oameni precum Kofi Kingston, Dolph Ziggler, Daniel Bryan, Big E Langston, Cody Rhodes și Goldust, Rey Mysterio și CM Punk. Ultimul meci pe care cele două echipe l-au avut unul împotriva celuilalt a fost în episodul din 3 ianuarie 2014 din SmackDown, unde The Usos și Punk au câștigat după ce Punk l-a numărat pe Ambrose.

#### Echipe ocazionale (2015–2020)
În urma despărțirii sale de The Shield, Reigns și-a unit ocazional forțele cu The Usos în numeroase meciuri de echipe, The Usos fiind de asemenea implicați ocazional în rivalitățile lui Reigns sprijinindu-l. Trio-ul a făcut echipă pentru prima dată în episodul Raw din 2 noiembrie 2015, unde au făcut echipă cu Ryback și Dean Ambrose într-un meci de eliminare 5 vs. 5 Survivor Series împotriva lui Seth Rollins, Kevin Owens și The New Day (Kofi Kingston, Big E și Xavier Woods), în care echipa lui Reigns a fost victorioasă. Reigns și Usos au continuat să facă echipă în acel an până la Tribute to the Troops, unde trio-ul a făcut echipă cu Ambrose, Ryback, Kane și The Dudley Boyz pentru a învinge Liga Națiunilor și Familia Wyatt.

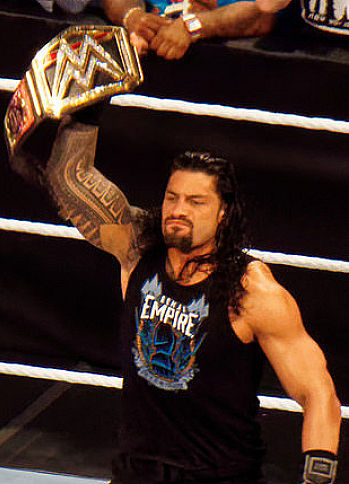
Roman Reigns ținând Centura WWE.

În episodul din Raw din 2 mai 2016, The Usos s-a implicat în rivalitatea lui Reigns cu AJ Styles, deoarece duo-ul s-a certat cu aliații lui Styles de la acea vreme, Luke Gallows și Karl Anderson, cu Usos și Reigns înfruntându-se cu Styles, Gallows și Anderson într-un meci de șase oameni. După ce Styles, Anderson și Gallows au câștigat meciul, Anderson și Gallows au vrut ca Styles să-l lovească pe Reigns cu un scaun, dar Styles a refuzat. The Usos au încercat să-l lovească pe Styles din spate cu un scaun, dar Styles a ripostat. În cele din urmă, Reigns i-a dat un powerbomb lui AJ pe masa comentatorilor. La Extreme Rules, The Usos au fost învinși de Gallows și Anderson într-un meci pe echipe Tornado. Mai târziu în aceeași noapte, după ce Gallows și Anderson au intervenit în meciul WWE World Heavyweight Championship dintre Reigns și Styles, The Usos au intervenit pentru a-l ajuta pe Reigns, permițându-i în cele din urmă lui Reigns să-și păstreze titlul.
În episodul SmackDown Live din 14 mai 2019, The Usos l-a ajutat pe Reigns dintr-un atac al lui Elias, Shane McMahon, Daniel Bryan și Rowan, iar apoi au pierdut în fața lor într-un meci cu handicap. În episodul din 3 iunie din Raw, The Usos l-au salvat pe Reigns de un atac al lui Drew McIntyre și The Revival (Dash Wilder și Scott Dawson), dar au pierdut în fața lor într-un meci de șase oameni în echipă. În episodul din 3 ianuarie 2020 din SmackDown, The Usos s-a întors cu o nouă frizură, ajutându-l pe Reigns dintr-un atac al lui King Corbin și Dolph Ziggler. În episodul din 31 ianuarie din SmackDown, Reigns și The Usos i-au învins pe King Corbin, Dolph Ziggler și Robert Roode într-un meci de șase oameni în echipă pentru a pune capăt disputei lor. Jimmy a suferit o accidentare legitimă la genunchi în timpul meciului de la WrestleMania 36, scoțându-l în afara acțiunii pentru o perioadă nedeterminată.

### Conducerea lui Roman Reigns(2020-2024)

#### Formarea oficială Bloodline (2020-2021)
La SummerSlam 2020, Reigns s-a întors după o pauză de cinci luni și i-a atacat atât pe proaspătul încoronat campion universal „The Fiend” Bray Wyatt, cât și pe Braun Strowman, devenind heel pentru prima dată din 2014. În episodul din 28 august din SmackDown, a fost dezvăluit că însuși Reigns s-a aliniat cu cu Paul Heyman. La Payback, două zile mai târziu, Reigns i-a învins pe Wyatt și pe Strowman într-un meci în trei, No Holds Barred, pentru a câștiga WWE Universal Championship a doua oară. În episodul din 4 septembrie din SmackDown, după ce Big E a fost atacat și accidentat în poveste, Jey i-a luat locul lui Big E într-un meci fatal four way, împotriva lui Matt Riddle, King Corbin și Sheamus, în care câștigătorul avea să câștige un meci pentru WWE Universal Championship la Clash of Champions. Jey a câștigat prin numărarea lui Riddle pentru a câștiga pentru prima dată o oportunitate la o centură mondială. La eveniment, Jey a pierdut în fața lui Reigns prin knockout, după ce Jimmy Uso a intervenit. Jey a primit o altă șansă împotriva lui Reigns într-un meci Hell in a Cell „I Quit” la evenimentul cu același nume, cu prevederea suplimentară că, dacă Jey pierde, va trebui să urmeze ordinele lui Reigns sau să fie dat afară din familia lor. La eveniment, Jey a pierdut din nou după ce Reigns l-a atacat pe Jimmy și l-a forțat pe Jey să spună „Renunț!” pentru a-și salva fratele.

The Bloodline la Wrestlemania 38.

În episodul din 30 octombrie din SmackDown, Jey l-a învins pe Daniel Bryan pentru a se califica pentru Team SmackDown la Survivor Series. După meci, Jey l-a atacat pe Bryan la cererea lui Reigns, devenind astfel heel și aliniându-se cu Reigns, iar ulterior a devenit cunoscut drept „mâna dreaptă” a lui Reigns și a primit, de asemenea, porecla de „Main Event Jey Uso”. Pe 21 februarie 2021, la Elimination Chamber, Jey a concurat în meciul eponim al evenimentului, unde câștigătorul va primi un meci pentru WWE Universal Championship cu Reigns în aceeași noapte. A fost ultima persoană eliminată de câștigătorul Daniel Bryan. În episodul special WrestleMania din 9 aprilie din SmackDown, Jey a câștigat André the Giant Memorial Battle Royal eliminând ultima dată pe Shinsuke Nakamura. Aceasta a marcat prima victorie majoră a lui Jey singur în WWE.
Jimmy s-a întors din accidentare în episodul din 7 mai din SmackDown, dar nu a aprobat alianța dintre Jey și Reigns, deoarece l-a numit pe Jey „cățeaua lui Reigns” și a început să poarte un tricou pe care scria „Câinele nimănui”. În episodul din 4 iunie din SmackDown, The Usos s-au reunit și i-au provocat pe The Mysterios (Rey Mysterio și Dominik Mysterio) pentru SmackDown Tag Team Championship, totuși, meciul s-a încheiat cu un final controversat în care arbitrul nu a observat că Jimmy avea umărul sus în timpul pinului. Lui The Usos li s-au acordat o revanșă mai târziu în aceeași noapte, dar în timpul revanșei, Reigns a intervenit atacând pe Mysterios, nevrând ca The Usos să se facă din nou de rușine. După meci, Reigns l-a atacat brutal pe fiul lui Rey, Dominik. Jimmy a considerat că Reigns s-a dus prea departe, sporind și tensiunile dintre Reigns și Jimmy. Disensiunea care a urmat între cei doi cu privire la loialitatea lui Jey l-a determinat în cele din urmă pe Jey să părăsească temporar WWE-ul în episodul din 11 iunie din SmackDown, după care, Reigns l-a manipulat pe Jimmy să se simtă vinovat pentru disensiunea lor recentă. Drept urmare, săptămâna următoare, în episodul din 18 iunie din SmackDown, Jimmy i-a oferit ajutorul lui Reigns în timpul meciului său Hell in a Cell cu Rey Mysterio și i-a ridicat mâna lui Reigns după meci. Săptămâna următoare, la SmackDown, Jimmy a încercat să-l ajute pe Reigns când Edge l-a atacat și l-a împins prin baricade.
În episodul din 9 iulie din SmackDown, Jey s-a întors și ambii Usos și-au solidificat alianța cu Reigns, cimentându-i astfel pe amândoi ca heeli în acest proces și reunindu-se în mod corespunzător ca „The Bloodline”.

#### Toate centurile(2021-2022)
În episodul din 16 iulie din SmackDown, primul episod după ce WWE și-a reluat turneele în urma rezidenței sale din Florida „ThunderDome” în timpul pandemiei de COVID-19, The Bloodline s-a confruntat cu Edge și The Mysterios într-un meci de șase oameni în echipă, în care au ieșit învingători, deși Edge a atacat trio-ul după meci. La Money in the Bank, The Usos i-a învins pe The Mysterios în pre-show-ul Kickoff  pentru a deveni a cincea oară SmackDown Tag Team Champions. În Main Event, Reigns l-a învins pe Edge pentru a păstra WWE Universal Championship. La SummerSlam, The Usos i-a învins din nou pe The Mysterios pentru a păstra SmackDown Tag Team Championships, iar Reigns l-a învins mai târziu pe John Cena în Main Event pentru a păstra WWE Universal Championship.
La Extreme Rules, The Usos și-au apărat cu succes titlurile împotriva The Street Profits (Montez Ford și Angelo Dawkins), iar Reigns l-a învins ulterior pe „Demonul” Finn Bálor în Main Event pentru a păstra WWE Universal Championship. La Crown Jewel, The Usos i-au învins pe The Hurt Business (Cedric Alexander și Shelton Benjamin) în Kickoff, în timp ce Reigns și-a apărat cu succes titlul împotriva lui Brock Lesnar în Main Event. La Survivor Series, The Usos a pierdut în fața Raw Tag Team Champions RK-Bro (Randy Orton și Riddle), în timp ce Reigns l-a învins pe Campionul WWE Big E în Main Event. În episodul din 17 decembrie din SmackDown, Reigns l-a concediat și l-a atacat pe Heyman. Brock Lesnar a atacat apoi The Bloodline și l-a salvat pe Heyman. La 1 ianuarie 2022, Reigns a fost scos din meciul său programat pentru Day 1 din cauza testării pozitive pentru COVID-19, în timp ce Brock Lesnar a fost adăugat în meciul pentru WWE Championship. The Usos au concurat în continuare la Day 1 și și-au păstrat titlurile împotriva The New Day (Kofi Kingston și Xavier Woods).
La WrestleMania 38, The Usos și-au apărat cu succes SmackDown Tag Team Championships împotriva lui Shinsuke Nakamura și Rick Boogs, în timp ce Reigns a reușit să captureze WWE Championship de la Brock Lesnar, unificând WWE Championship cu WWE Universal Championship, devenind Campionul Universal WWE de necontestat. Usos i-au învins și pe RK-Bro în episodul din 20 mai din SmackDown, devenind Campionii de necontestat WWE Tag Team și făcând astfel toți membrii facțiunii dubli campioni.

#### Sami Zayn în Bloodline(2022-2023)
În această perioadă, Sami Zayn, care fusese și el într-o rivalitate cu McIntyre, a început să se asocieze cu The Bloodline, iar mai târziu a devenit membru de onoare al grupului. La început, lui Zayn i s-a părut dificil să se integreze în grup, care până în acest moment fusese format doar din membrii aceleiași familii, cu excepția lui Heyman; cu toate acestea, datorită entuziasmului său și a aparentului devotament față de Șeful Tribului, Zayn a început treptat să fie acceptat de grup, în special de Jimmy, cu care Zayn formase o legătură. Zayn a început să se numească „The Honorary Uce”. În episodul din 23 septembrie 2022 din SmackDown, Reigns i-a ordonat lui Zayn să-și dea jos tricoul Bloodline. Inițial întristat, lui Zayn i s-a dat apoi un tricou pe care scria „Uce de onoare”, devenind oficial membru al Bloodline.
La SummerSlam din 30 iulie, The Usos i-au învins pe The Street Profits pentru a păstra Undisputed WWE Tag Team Championship, în timp ce Reigns a apărat cu succes Undisputed WWE Universal Championship împotriva lui Brock Lesnar într-un meci Last Man Standing.
La Clash at the Castle pe 3 septembrie, Reigns l-a învins pe Drew McIntyre pentru a-și păstra Undisputed WWE Universal Championship în urma intervenției lui Solo Sikoa, vărul mai mic al lui Reigns și fratele mai mic al lui Usos, care a devenit cel mai nou membru al The Bloodline. În episodul NXT din 13 septembrie, Sikoa l-a învins pe Carmelo Hayes pentru a câștiga  NXT North American Championship, oferind The Bloodline un total de cinci titluri și făcându-i prima echipă care deține titluri la toate cele trei mărci. Cu toate acestea, în săptămâna următoare, Sikoa a trebuit să renunțe la NXT North American Championship. La Crown Jewel pe 5 noiembrie, The Usos și-au păstrat titlurile împotriva The Brawling Brutes, în timp ce Reigns și-a păstrat titlurile împotriva lui Logan Paul. Trei săptămâni mai târziu la Survivor Series: WarGames pe 26 noiembrie, The Bloodline i-a învins pe The Brawling Brutes, Drew McIntyre și Kevin Owens într-un meci WarGames, Zayn și-a consolidat locul în grup în ochii lui Jey.

Solo Sikoa la RAW is XXX.

După ce a pierdut în fața lui Owens și a lui John Cena care se întoarce la SmackDown la finalul lui 2022, The Bloodline a început o rivalitate cu Owens, care mai târziu l-a provocat pe Reigns pentru Undisputed WWE Universal Championship la Royal Rumble. Între timp, The Usos, Sikoa și Zayn făcuseră ravagii în Raw de câteva săptămâni, ceea ce l-a determinat pe Adam Pearce să le ordone lui Usos să apere Undisputed WWE Tag Team Championship împotriva The Judgment Day, care câștigase șansa pentru titlu într-un meci de turmoil pe echipe din episodul Raw din 9 ianuarie 2023.
La Raw is XXX, pe 23 ianuarie 2023, Sami Zayn a fost judecat de Reigns în „Tribal Court”, în care Reigns l-a acuzat pe Zayn că el complotează împotriva The Bloodline și că este în secret în legătură cu „amicul său” de multă vreme Kevin Owens. Paul Heyman a acționat în calitate de procuror, arătând mai multe videoclipuri cu o trădare percepută față de The Bloodline. Zayn a răspuns apoi spunând că, din cauza a ceea ce era perceput, nu avea o apărare. Revoltat de această declarație, Reigns a cerut lui Sikoa să-l atace, dar Jey s-a grăbit imediat să-l protejeze pe Zayn, ceea ce a făcut ca Zayn să fie declarat nevinovat de către Reigns, deși sceptic. Segmentul a fost planificat inițial să fie „Ceremonia de recunoaștere” a lui Roman, în care apar mai mulți membri ai familiei Anoa'i, dar mulți dintre ei nu au apărut, cum ar fi Rikishi, care era bolnav, și The Wild Samoans care au avut probleme de călătorie.
Mai târziu în acea noapte, The Usos și-au apărat Raw Tag Team Championship împotriva The Judgment Day (reprezentată de Damian Priest și Dominik Mysterio), dar după ce Jimmy a suferit o accidentare la mijlocul meciului, Zayn i-a luat locul și alături de Jey au câștigat.

#### Războiul Civil din Bloodline (2023)
La evenimentul Royal Rumble din 2023, Reigns a păstrat Undisputed WWE Universal Championship împotriva lui Kevin Owens. După meci, The Bloodline l-a atacat pe Owens, încătușându-l de frânghii și bătându-l. Reigns i-a ordonat lui Zayn să-l lovească pe Owens cu un scaun de oțel, dar Zayn l-a lovit pe Reigns în schimb, devenind face pentru prima dată din 2017. Grupul l-a atacat apoi pe Zayn. Între timp, Jey a privit cu dezgust și a părăsit arena. Jimmy a apărut la Elimination Chamber și a încercat să-l ajute pe Reigns în meciul pentru titlul Undisputed WWE Universal Championship împotriva lui Zayn, în timp ce Jey a intrat în ring și l-a împiedicat pe Reigns din a-l ataca pe Zayn cu scaunul de oțel, după ce arbitrul a rămas inconștient. La scurt timp după aceea, Zayn s-a ridicat și a încercat să îndrepte scaunul spre Reigns, dar din neatenție l-a lovit pe Jey. Reigns a ajuns să-și păstreze titlul.
În episodul din 6 martie din Raw, Jey a apărut din mulțime în timpul meciului lui Jimmy împotriva lui Zayn, pe care Jimmy l-a pierdut. După meci, Jey a părut să-l îmbrățișeze pe Zayn înainte de a-l lovi cu un superkick, semnalând supunerea lui Jey față de The Bloodline. Usos și Sikoa l-au atacat pe Zayn, dar Cody Rhodes, câștigătorul Royal Rumble și adversarul lui Roman la Wrestlemania, îl salvează. În noaptea 1 a WrestleMania 39, The Usos a pierdut Undisputed WWE Tag Team Championships în fața lui Owens și Zayn. În noaptea a 2-a din WrestleMania 39, Reigns și-a păstrat Undisputed WWE Universal Championship împotriva lui Rhodes după intervenția din partea lui Sikoa.
În episodul din 17 aprilie din Raw, Heyman a anunțat că Reigns a pus The Bloodline într-o alianță temporară cu The Judgment Day. După anunțul lui Heyman, Sikoa l-a învins pe Rey Mysterio de la Latino World Order într-un meci de simplu. Mai târziu în acea noapte, The Judgment Day și The Bloodline s-au bătut cu Matt Riddle, Owens, Zayn și Latino World Order. În prima noapte a draftului WWE 2023 din episodul din 28 aprilie din SmackDown, Reigns și Sikoa (cu Heyman) au fost recrutați la SmackDown ca alegerea cu numărul unu. Mai târziu în acea noapte, The Usos nu a reușit să recucerească Undisputed WWE Tag Team Championships în revanșa lor împotriva lui Owens și Zayn. La Backlash, The Usos și Sikoa i-au învins pe Riddle, Owens și Zayn într-un meci de șase oameni pe echipe. Cu toate acestea, tensiunile din cadrul grupului au crescut și mai mult în timpul meciului și au escaladat când Sikoa aproape că l-a lovit pe Jey cu Samoan Spike.

## Membri

### Prezent
| Membru          | A devenit membru în |
| --------------- | ------------------- |
| Solo Sikoa (II) | 3 Septembrie, 2022  |
| Tama Tonga      | 12 Aprilie, 2024    |
| Tonga Loa       | 4 Mai, 2024         |
| Jacob Fatu      | 21 Iunie, 2024      |

### Foști membri

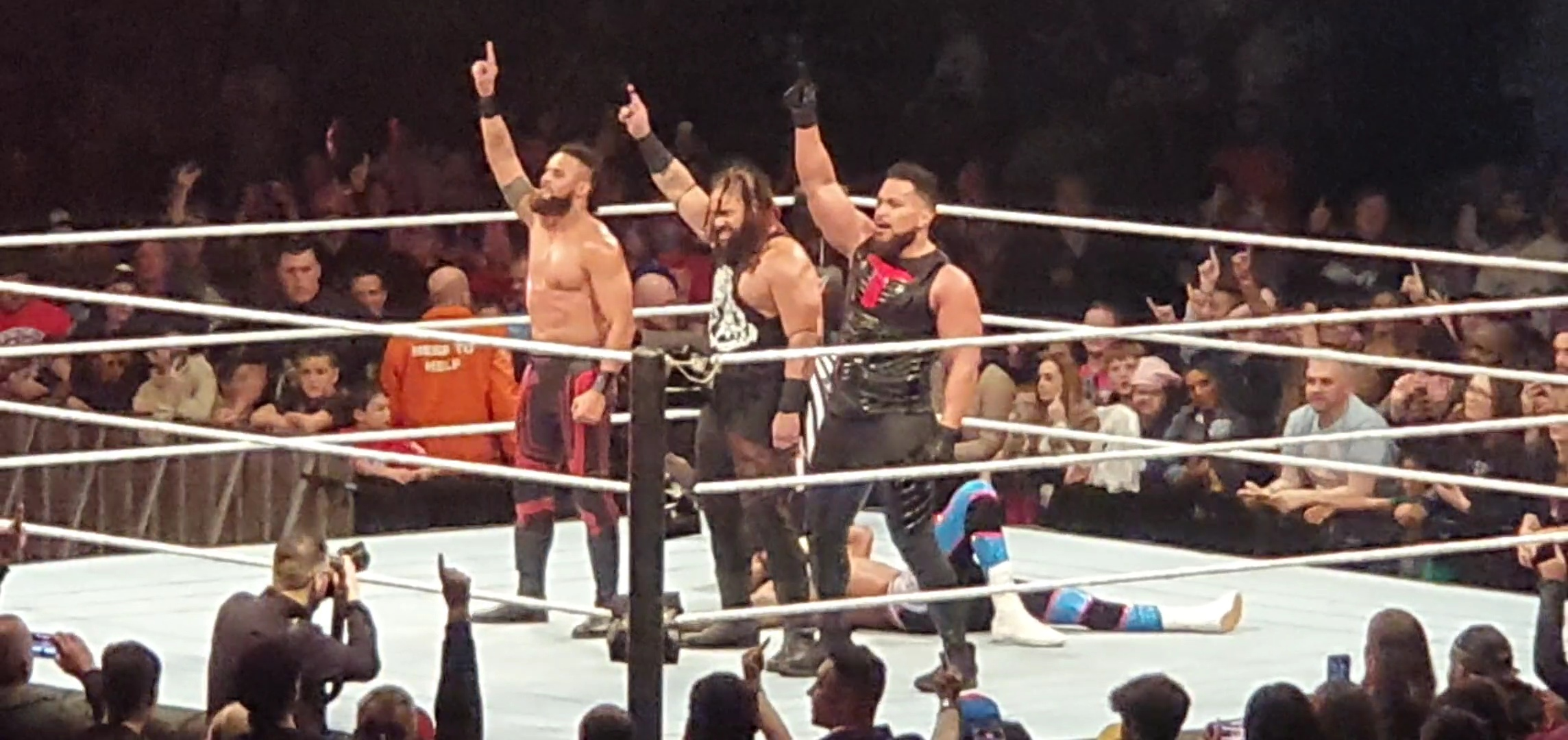
The Bloodline (Jacob Fatu, Tama Tonga și Tonga Loa) pozând după victoria lor în fața The Street Profits la un show WWE din Nottingham, Anglia.

| Membri           | A intrat în grup   | A părăsit grupul în |
| ---------------- | ------------------ | ------------------- |
| Roman Reigns (I) | 9 Iulie, 2021*     | 5 Iulie, 2024       |
| Paul Heyman (M)  | 9 Iulie, 2021*     | 28 Iunie, 2024      |
| Jey Uso          | 9 Iulie, 2021*     | 16 Iunie, 2023      |
| Jimmy Uso        | 9 Iulie, 2021*     | 12 Aprilie, 2024    |
| Sami Zayn        | 27 Mai, 2022       | 28 Ianuarie, 2023   |
| The Rock         | 16 Februarie, 2024 | 8 Aprilie, 2024     |

## Titluri și premii
- CBS Sports
  - Feud of the Year (2020) – Roman Reigns vs. Jey Uso
- ESPN
  - Best Storyline of the Year (2022) – The Bloodline și Sami Zayn
  - Best Storyline of the Year (2023) – The Bloodline 2.0
- New York Post
  - Storyline of the Year (2022) – The Bloodline și Sami Zayn
  - Storyline of the Year (2023)
- Pro Wrestling Illustrated
  - Faction of the Year (2022, 2024)
  - Singles wrestlers
    - Ranked Roman Reigns No. 1 of the top 500 singles wrestlers in the PWI 500 in 2022
    - Ranked Jey Uso No. 45 of the top 500 singles wrestlers in the PWI 500 in 2021
    - Ranked Jimmy Uso No. 147 of the top 500 singles wrestlers in the PWI 500 in 2022
    - Ranked Sikoa No. 38 of the top 500 singles wrestlers in the PWI 500 in 2023

  - Tag teams
    - Ranked The Usos No. 1 of the top 50 Tag Teams in the PWI Tag Team 100 in 2022
- Sports Illustrated
  - Wrestler of the Year (2021) – Roman Reigns
- Wrestling Observer Newsletter
  - Best Box Office Draw (2022, 2023) – Roman Reigns
  - Best Gimmick – Roman Reigns (2021) și Sami Zayn (2022)
  - Best Non-Wrestler (2021, 2022) – Paul Heyman
  - Feud of the Year (2023) – împotriva lui Kevin Owens și lui Sami Zayn
- WWE
  - WWE Championship (1 time) – Reigns
  - WWE Universal Championship (1 time) – Reigns
  - World Tag Team Championship (1 time) – The Usos
  - WWE Tag Team Championship (2 times) – The Usos (1), Tama Tonga și Jacob Fatu/Tonga Loa (1)
  - NXT North American Championship (1 time) – Sikoa
  - André the Giant Memorial Battle Royal (2021) – Jey Uso
  - WWE Hall of Fame (Class of 2024) – Heyman